# Sabrina Scharf
Sabrina Scharf Schiller es una actriz, abogada, promotora inmobiliaria y activista estadounidense, conocida principalmente por sus papeles en series de televisión estadounidenses.

## Biografía
Nacida en Delphos, Ohio, se mudó con su madre a Arizona, donde acabó viviendo en Tucson. A los 15 años se fugó con su profesor de álgebra, pero el matrimonio fue anulado tres años después. Más tarde trabajó como asistente teatral en Nueva York y, a partir de 1962, se convirtió en conejita de Playboy. Apareció en la película Easy Rider y fue estrella invitada en el episodio de la tercera temporada de la serie original de Star Trek, "The Paradise Syndrome".
Después de dejar la actuación en la década de 1970, Scharf se convirtió en activista contra la contaminación y se presentó sin éxito a las elecciones al Senado Estatal de California en 1976. Estuvo casada con el guionista de televisión Bob Schiller desde 1968 hasta su muerte en 2017 y tuvo dos hijos con él.
Scharf se convirtió en abogada en 1989 y ejerció el derecho inmobiliario en el barrio de Pacific Palisades de Los Ángeles hasta 2017.

## Filmografía

### Películas
| Año  | Título                        | Papel                    | Notas         |
| ---- | ----------------------------- | ------------------------ | ------------- |
| 1966 | Dead Heat on a Merry-Go-Round | Chica en la cama con Eli | sin acreditar |
| 1967 | Hells Angels on Wheels        | Shill                    |               |
| 1967 | Waterhole No. 3               | Dove                     | sin acreditar |
| 1969 | Easy Rider                    | Sarah                    |               |
| 1969 | The Virgin President          | La novia del presidente  |               |
| 1973 | Hunter                        | Anne Novak               | Telefilme     |

### Television
| Año       | Título                          | Papel                             | Notas       |
| --------- | ------------------------------- | --------------------------------- | ----------- |
| 1965      | Gidget                          | Penelope Peterson                 | 1 episodio  |
| 1966      | The Man from U.N.C.L.E.         | Mari Brooks                       | 1 episodio  |
| 1966      | The Girl from U.N.C.L.E.        | Greta Wolfe                       | 1 episodio  |
| 1966      | Daniel Boone                    | Alkini Matthews                   | 1 episodio  |
| 1967      | Captain Nice                    | Miss Schneider                    | 1 episodio  |
| 1968      | The Wild Wild West              | China Hazard                      | 1 episodio  |
| 1968      | Star Trek                       | Miramanee                         | 1 episodio  |
| 1968      | I Dream of Jeannie              | Valerie Thomas                    | 1 episodio  |
| 1969      | Gunsmoke                        | Lora                              | 1 episodio  |
| 1969      | The Courtship of Eddie's Father | Diane Kirby                       | 1 episodio  |
| 1968-1969 | Mannix                          | Celia James / Maureen McGill      | 2 episodios |
| 1968-1970 | Hogan's Heroes                  | Luisa / Inge Wagner               | 2 episodios |
| 1970      | The Interns                     | Penny Weems                       | 1 episodio  |
| 1969-1971 | Hawaii Five-O                   | Nicole Fleming / Victoria Lochner | 3 episodios |
| 1973      | Banacek                         | Wyn Reever                        | 1 episodio  |
| 1973      | The New Perry Mason             | Sheila Osborne                    | 1 episodio  |
| 1975      | The Streets of San Francisco    | Mianna                            | 1 episodio  |
| 1975      | Harry O                         | Jenny / Kathy                     | 2 episodios |